# Феофілакт Сімокатта

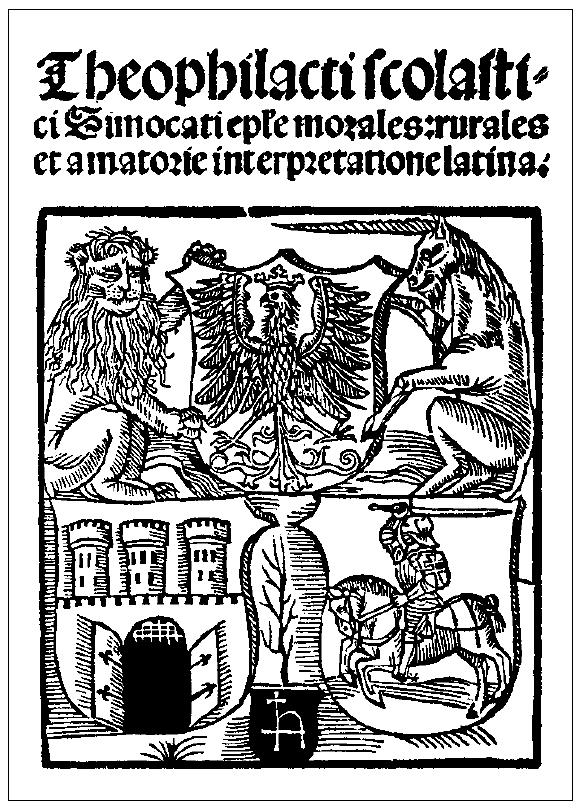

Феофіла́кт Сімока́тта (рр. н. і см. невід.) — візантійський історик першої половини VII століття. Родом із Єгипту.

## Творчість
Феофілакт був добре знайомий з античною літературою,володів сирійською і перською мовами.
Обіймав посади при дворі імператора Іраклія (610–640 або 641 рр.).
Автор «Історії» («Всесвітня історія», 8 книг), яка описує події 583—603. Праця Ф. С. на основі документів, хронік та творів інших авторів (зокрема Іоанна Єпіфанійського) характеризує політичну історію Візантії за правління імператора Маврикія. Твір містить ряд унікальних відомостей, особливо з історії візантійсько-іранських відносин і слов'янсько-аварських війн з імперією кін. VI столітті. Цінне джерело з історії Візантії і Передньої Азії.
Надзвичайно цінною є оповідь Ф. С. про полонених слов'ян, які потрапили до імперського прикордоння з узбережжя «відгалуження Західного океану» (Балтійського моря). Це перша достеменна вказівка на мешкання слов'ян у цьому регіоні. Також непересічне значення має звістка Ф. С. про розгром аварами 602 союзних Візантії антів; жодне наративне джерело антів після цієї події не згадує. Докладний опис подій 602, поданий Ф. С., змальовує загальний колапс Дунайського лімесу (див. Лімес), що згодом уможливив повноцінне освоєння слов'янами балканських володінь Візантії. Серед відомостей Ф. С. про народи Східної Європи надзвичайну цінність становлять також повідомлення про тюрків, які жили на західних околицях Західнотюркського каганату й згодом (у середині 7 ст.) виокремилися в Хозарський каганат.
Феофілакт також автор творів на природничо-наукову тематику «Питання фізики» та «Збірки листів».
Микола Коперник переклав 85 листів Сімокатти з грецької на латину (Theophilacti Scolastici Simocatti Epistole morales, rurales et amatoriae, interpretatione latina, 1509).

## Твори
- «Всесвітня історія»
- «Збірки листів»
- «Питання фізики»